# Lo Chia-Jen
Lo Chia-Jen (7 de Abril de 1986) é um beisebolista de Taiwan e joga pelo Houston Astros e foi convocado para as majors em 29 de julho de 2013. Lo competiu nos Jogos Olímpicos de Verão de 2008.